# Portret kobiety (obraz Fransa Halsa)
Portret kobiety (niderl. Portret van een vrouw) – obraz olejny na dębowej desce holenderskiego malarza Fransa Halsa z 1634 roku, znajdujący się w zbiorach Detroit Institute of Arts.
Pierwszy znany portret wykonany przez Fransa Halsa pochodzi z 1611 roku. Do lat dwudziestych XVII wieku był czołowym portrecistą w Haarlemie. Obraz powstał w 1634 roku. Malarz namalował portret kobiety na dębowej desce. Nie wiadomo, kim była sportretowana. Łacińska inskrypcja na obrazie informuje o jej wieku – 34 lat. Pozująca ma na sobie czarną suknię z białą z białą plisowaną kryzą. Na głowie czepiec, jako kobieta zamężna. Malarz zwykle stosował ujednolicone i uproszczone kompozycje. Unikał przedstawiania postaci w wykwintnych zdobionych strojach. Portret jest sygnowany.
Historycy sztuki upatrują związku Portret kobiety Halsa z Detroit Institute of Arts z sygnowanym Portretem mężczyzny z Timken Museum of Art w San Diego. Oba obrazy namalowane zostały w tym samym roku, mają prawie identyczne wymiary i malarz użył tych samych materiałów malarskich. Oba są też sygnowane w podobny sposób, z podaniem roku i wieku modeli.
Portret dwanaście lat starszego męża trafił na aukcję sztuki w Amsterdamie w 1873 roku. Portret żony do 1912 znajdował się w prywatnej kolekcji w Kolonii. Następnie został wystawiony na aukcji. Detroit Institute of Arts zakupił Portret kobiety Fransa Halsa w 1923 roku (muzealny numer katalogowy 23.27). Sygnatura na obrazie: ÆTA SVÆ 34 / AN° 1634 / FH.

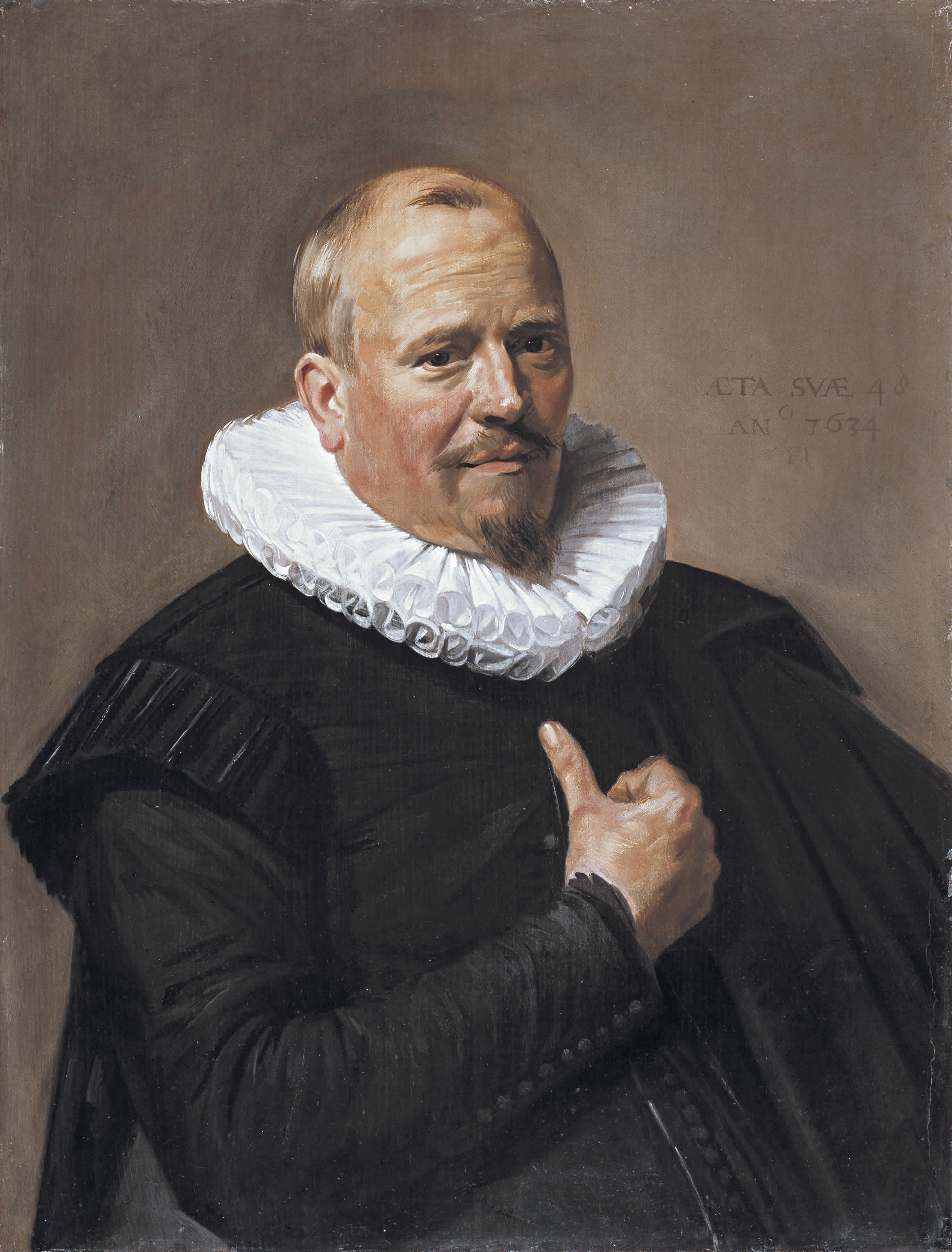
Portret mężczyzny (Timken Museum of Art)